# Пуос д'Алпаго
Пуо̀с д'Алпа̀го (на италиански: Puos d'Alpago; на венециански: Pos, Пос) е малко градче в Северна Италия, община Алпаго, провинция Белуно, регион Венето. Разположено е на 419 m надморска височина.